# ジャック・ブレル
ジャック・ブレル（ 発音、フランス語: Jacques Brel、1929年4月8日 - 1978年10月9日）は、ベルギーで生まれフランスで成功したシャンソン歌手、作詞作曲家、またその作詞の素晴らしさから詩人とも評された人物。英語圏においてもその詩は数多く翻訳され知られている。またフランス語圏では俳優および映画監督としても有名である。

## 生涯

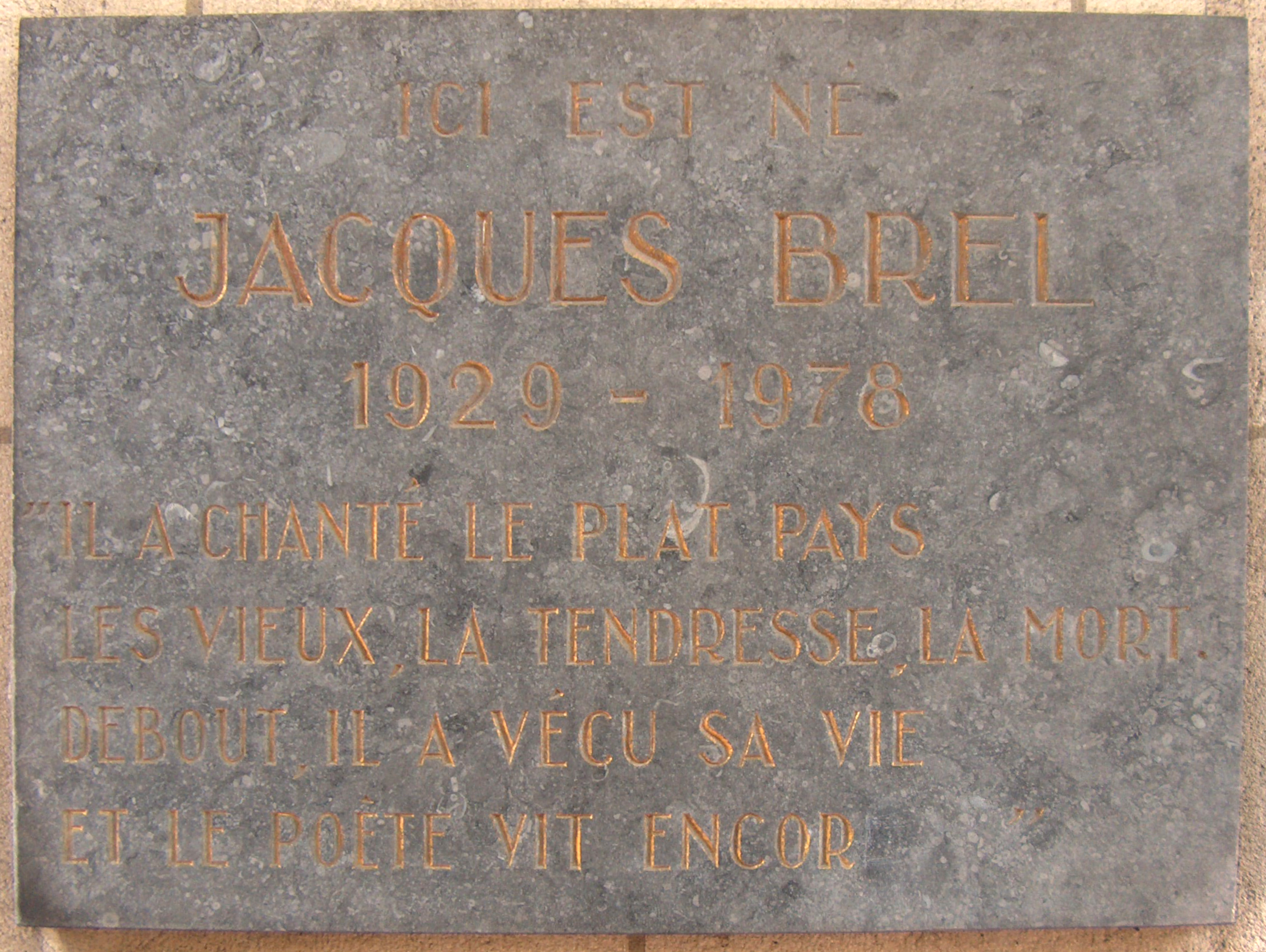
ブリュッセルのスカールベークにある石碑

ベルギー、ブリュッセルのスカールベーク生まれ。ジャック自身はフランス語を母国語としていたが、父のロマン・ブレル (Romain Brel)は、ウェスト＝フランデレン州ザントフォールデ出身で、フラマン人の流れを汲んでいた（母のリゼット・ヴァン・アドルプ (Lisette Van Adorp)はブリュッセル出身）。父親は妻の兄と板紙工場を共同で経営しており、そこの技術者として働き始めたジャックは後に父の跡を継ぐものと周囲からは思われていた。しかし彼自身は後継者になろうとなど全く考えておらず、カトリック人道主義の青年組織ラ・フランシュ・コルデ (la Franche Cordée)に加入し歌や演劇を熱心に行うなど、文化的な活動に興味を憶えていた。1950年に、その組織で知り合ったテレーズ・ミシーエルゼン (Thérèse Michielsen、愛称「ミーシュ (Miche)」)と結婚した。

### デビュー

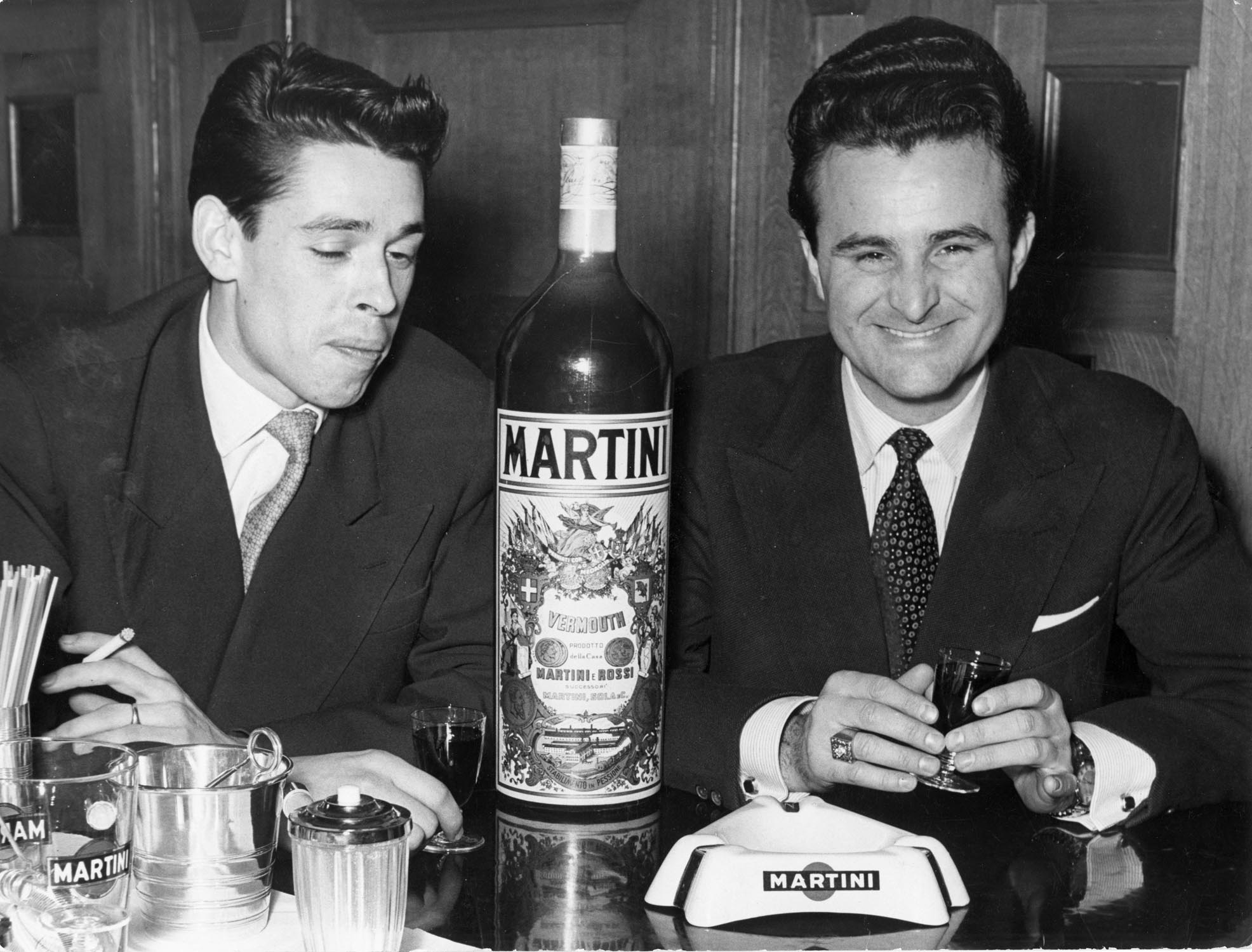
1955年1月、ブリュッセルの「アンシエンヌ・ベルジック」にて。ボブジャーン・ショーペン（右）とブレル（当時25歳）。

1950年代初期から自作曲をナイトクラブで歌いつつ歌手としてそこそこ知名度を得ていたジャックは、1953年に78回転のレコード「Il y a/La foire」を発売した。これは200枚程度しか売れなかったが、新人発掘の手腕が知られていたジャック・カネッティの眼に止まった。板紙工場の仕事を辞めて単身パリに移り住み、キャバレーやミュージックホールでステージに立ちながら曲を書き溜める日々を送りつつ、1954年には初のアルバムを発表した。この中の一曲「オーケー悪魔 (Le Diable "Ça va")]」をジュリエット・グレコが取り上げリサイタルで歌ったことからジャックの名は知られるようになった。1955年1月にはベルギーでのポップ・ミュージックなどを開拓した人物と言われるボブジャーン・ショーペンがブリュッセルの「アンシエンヌ・ベルジック」で行った公演のサポートに加わる程、彼の評価は高まって来ていた。
妻子をパリに呼び寄せた後、1956年にはヨーロッパツアーを敢行するとともに、翌年には初の本格的なレコーディングとなるアルバム『愛しかない時 (Quand on n'a que l'amour)』を発売しACCディスク大賞を獲得した。さらに「行かないで (Ne me quitte pas)」、「フランドルの女たち (Les Flamandes)」、「マリーク (Marieke)」、「そよ風のバラード (Le Moribond)」、「忘れじの君 (On n'oublie rien)」などのヒットを次々と飛ばし、一流ミュージシャンの仲間入りを果たした。また、モーリス・シュバリエやミシェル・ルグランとも共演をした。

### 絶頂期

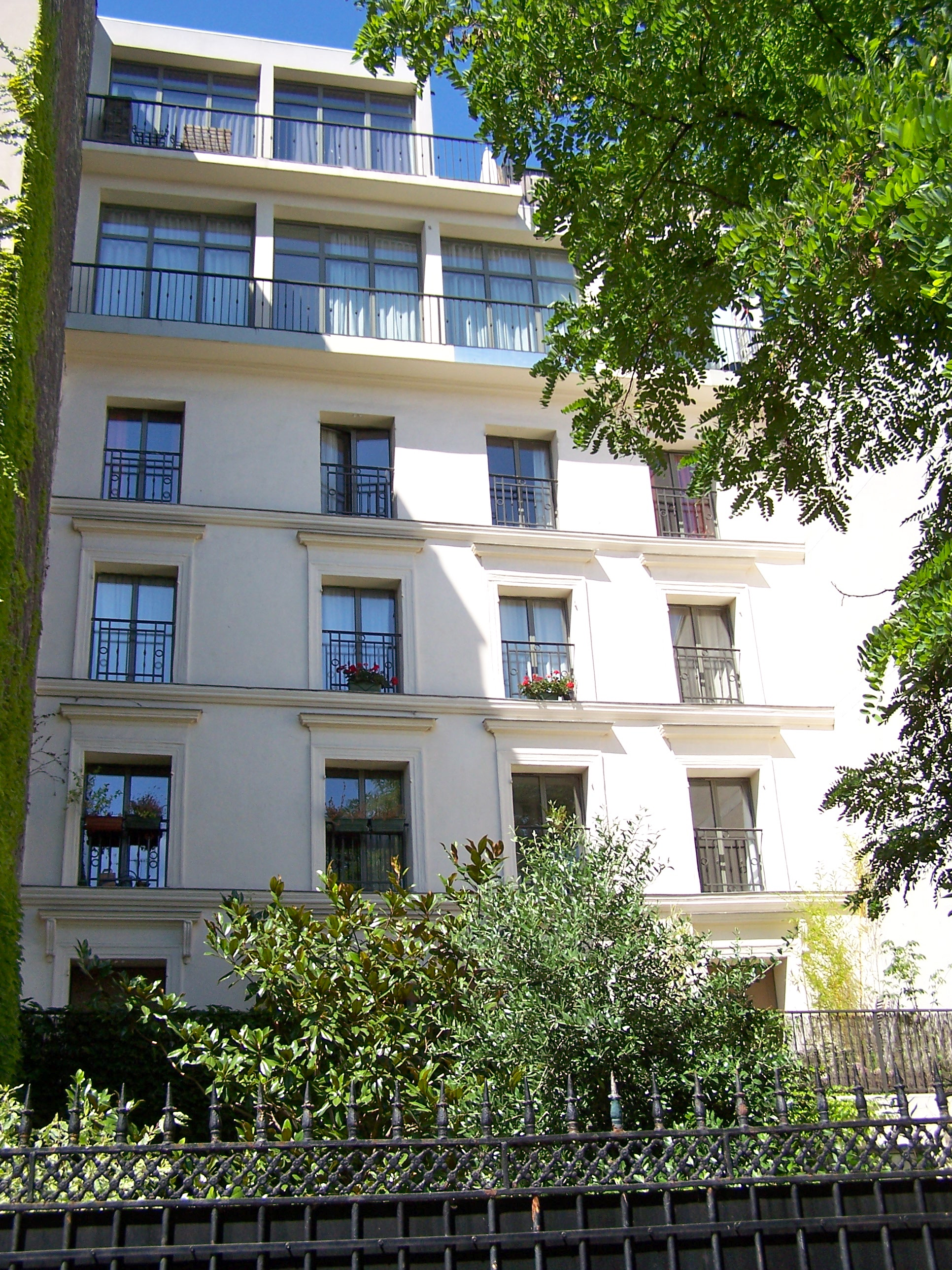
「ホテル・ドゥ・シャレー (Hôtel du Chalet)」(パリ17区)
1958年から1970年までジャック・ブレルが暮らした。

1950年代末頃にミーシュと3人の娘はブリュッセルに戻り、ジャックは単身生活を始めた。その頃には、友人のジュルジュ・パスキエ(ブレルは親しみを込めて「ジョジョ(Jojo)」と呼んだ)や、ピアニストのジェラール・ジュアネストやフランソワ・ローベから影響を受け、ジャックはそのスタイルを変えた。彼はもはやカトリック人道主義組織の吟遊詩人ではなくなった。彼の詩は、愛や死を、また人生における苦闘を高らかに歌うものとなり、曲調はより複雑な構成へ変化した。そして、詩曲全体で取り上げるテーマは、愛の表現 ("Je t'aime"、"帰りくる人への祈り (Litanies pour un retour)")、政治的なもの ("猿 (Les Singes)"、"ブルジョワの歌 (Les Bourgeois)"、"ジョーレスは殺された (Jaurès)")、精神のあり方 ("ある夜のメルヘン (Le bon Dieu)"、"Dites, si c'était vrai"、"フェルナン (Fernand)") など多岐にわたるようになった。また、ユーモアに溢れた曲 ("ライオンの唄 (Le Lion)"、"復讐 (Comment tuer l'amant de sa femme quand on a été élevé comme moi dans la tradition)") や情熱的な曲 ("涙(Voir un ami pleurer)"、"子供はみんな (Fils de...)"、"永遠なれジョジョ (Jojo)") なども忘れられることなく続けざまに発表され、そのスタイルの自由さを示した。
1968年、ジャックはステージ出演からの引退を表明した。しかし引き続きアルバム製作は続けた。また俳優としても活躍し、1969年には映画『Mon oncle Benjamin』でクロード・ジャドと、1973年の『L'emmerdeur』ではリノ・ヴァンチュラとそれぞれ共演している。またミュージカル『ラ・マンチャの男』をフランス語に翻訳し、自らの主演・演出でこれを上演した。彼の演技の才能は、音楽と比類するとはさすがに言えなかったが、1973年にカンヌ国際映画祭でパルム・ドールにノミネートされたコメディ『Le Far West』(ブレルが監督・脚本・出演を担当)などの映画に携わった。

### 引退・復活そして死

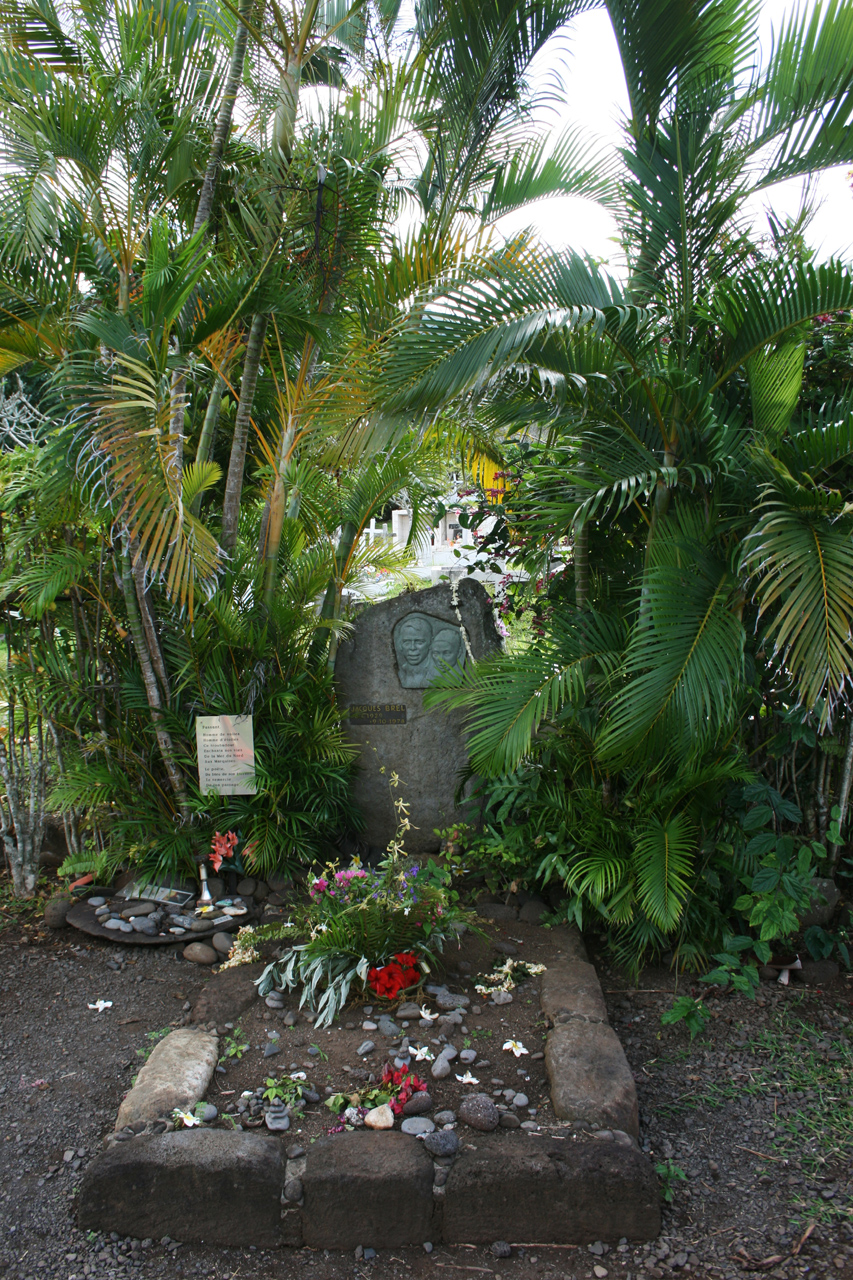
ブレルの墓（フランス領ポリネシアマルキーズ諸島ヒバ・オア島）

長きに渡ってフランスの国民的スターであり続けたジャックだったが、1973年にフランス領ポリネシアに移住して一線から身を引いた。1974年には「アイスコイ2号」で船出し大西洋横断を成し遂げた。また、アメリカの自家用操縦士の運転免許を取得して実際に航空機を所有し、1969年にはスイスジュネーヴのレ・ゼール (Les Ailes)飛行学校で計器飛行証明の試験に合格して、購入したリアジェット25の副操縦士まで務めることが出来たジャックは、ポリネシア在住時には小さな双発飛行機ビーチクラフト ボナンザを買って、ヒバオア島の島民のためにタクシー飛行機の仕事をボランティアで楽しんでもいた。

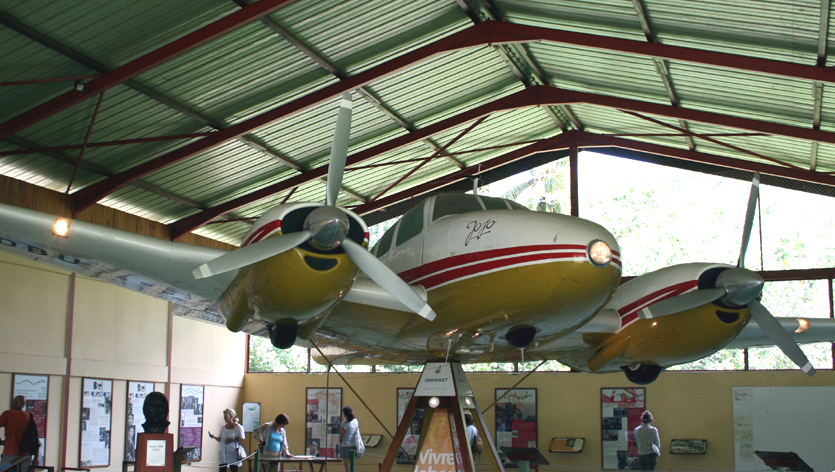
ジャック・ブレルが所有した飛行機「JOJO」、ビーチクラフトD50

しかし聴衆から彼の記憶が消えることは無かった。1977年、ジャックはパリに舞い戻り、録音に取り掛かった。こうして発表された久しぶりの、そして最後のアルバム『偉大なる魂の復活 (Les Marquises)』にはポリネシアで書いた18の新曲のうち12曲が収録されている。しかし、残りの6曲は永久に公開しないという契約が成された。
喫煙者であった彼は1974年の大西洋横断中、肺癌罹患が発覚し一度手術を受けていた。1978年、ジャックは再発した肺癌により、パリ郊外のボビニーで世を去った。彼は、フランス領ポリネシアマルキーズ諸島にあるヒバオア島アツオナのトレートル湾を見下ろす墓地に埋葬された。近くにはゴーギャンの墓もあるこの地は、ヒバオア島の観光地となっている。

## 評価
ジャックの鋭敏な知覚は、彼をして日常から類まれな詩作を苦も無く生み出せる革新的かつ創造的な芸術家たらしめている。彼の知性溢れる言葉は、視覚的イメージを触発させやすくかつ豊富な語彙にあふれた表現で表され、それらは衝撃的であり、またシンプルでもある。作詞家の中で、ありふれた単語を並べただけの中に斬新さと芳醇さをもたらす能力において、彼と比肩する者を探し出すことは難しい。また、"夏の夜 (Je suis un soir d'été)"で歌われた夏の夕方頃になると漂い始める都市の雰囲気を表現したような、鋭敏とも言える隠喩のセンスをも持っている。その一方で優れた洞察力を持つジャックは、人間社会の暗部とも言える事柄を詞のテーマにすることを厭わなかった。"ジェフ (Jef)"、"La chanson de Jacky"、"アムステルダム (Amsterdam)"などでは、アルコール中毒患者・漂泊する者・麻薬常用者および売春婦などを取り上げ、決して同情だけではない辛辣さも含んだ詩作をしている。
ほとんどすべての詩はフランス語で創作されており、フランス語文化圏でジャックは最も優れた作詞家のひとりとして評価されている。ただ時に、一部フラマン語のパートがある。1961年に"マリーク (Marieke)"や、"Ne me quitte pas (Laat me niet alleen)"、"Les Singes (De apen)"、"On n'oublie rien (Men vergeet niets)"や、1962年に"Les Bourgeois (De Burgerij)"、"Le Plat Pays (Mijn vlakke land)"、"Rosa"、"Les paumés du petit matin (De nuttelozen van de nacht)" などオランダ語吹き替え版を発売した例もある。ただし、ジャックのオランダ語は構成力に乏しかったため、有名なオランダ人翻訳家のエルンスト・ヴァン・アルテナが訳していた。
ジャックについては、その詩だけを論評しても不充分な感がある。彼の作曲は一見オーソドックスに思えるが、その実は幅広いスタイルに支えられたものである。彼は、"J'en appelle", "Pourquoi faut-il que les hommes s'ennuient?" のような物悲しく厳粛な曲だけではなく、"L'aventure", "ローザ (Rosa)]", "春に (Au printemps)" に代表されるリズミカルで躍動感に溢れた魅力的な作曲も得意とした。時にジャックは、ロマン主義的ながら世の闇をえぐるような詞に、あえてゆったりとしたラブソング調の曲を組み合わせ、湧き上がる不安感や苛立ちを抑える効果を生み出しもした。

## フランデレン人ジャック・ブレル

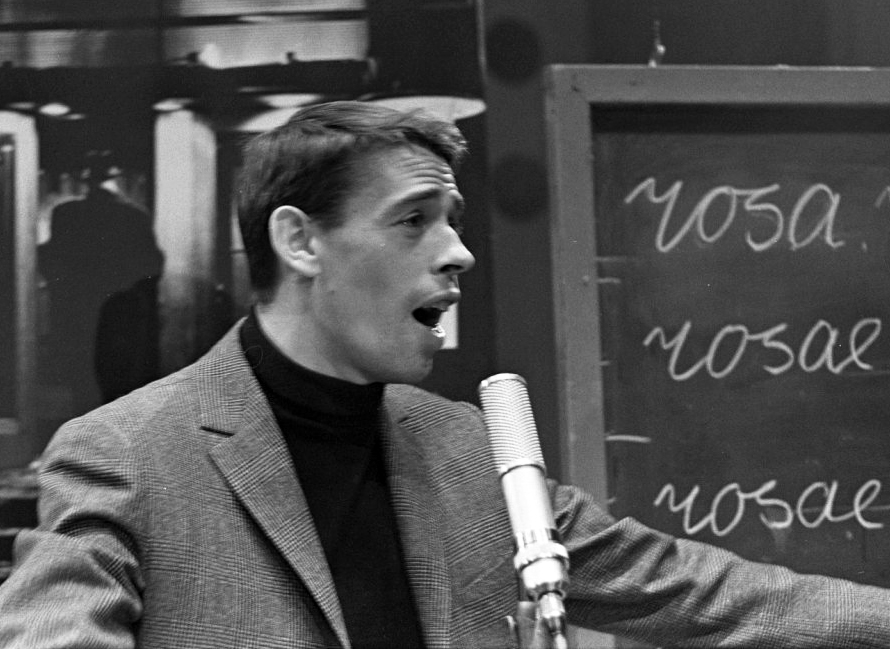
1963年如月20日、オランダ公共放送の番組『ドミノ (Domino)』で歌うジャック・ブレル（当時33歳）。

娘のフランス・ブレルは、父親について「典型的なフランデレン人でした」と述べた。彼女は続いて「規律と勤労を重んじ、いつも几帳面で…。それはもうあらゆる意味で私たち一家はフランデレン人そのもの。父はそれを誇りに思っていました」と述懐した。この娘の言葉通り、ジャック・ブレルは自らをフランデレン人歌手だと表明していた。その心情は、田舎臭さを揶揄するコミックソング"Les Flamandes"のようなものもあるが、"平野の国 (Le Plat Pays)"、"マリーク (Marieke)"、"オスタンドの女 (L'Ostendaise)", "子供の頃 (Mon père disait)" といった曲で歌ったフラマン人やフランデレン地域への愛情が顕著に見られ、反動としてフランス・ナショナリズムを嫌った。だが、のちにフランデレン民族主義（フランデレン分離独立主義）に対してはあからさまな嫌悪を隠そうとせず、1967年発表の"La, la, la"では"Vive les Belges, merde pour les flamingants"（「ベルギー人万歳、フランデレン分離独立主義者どもクソ食らえ」）と辛辣にこき下ろし、1977年の"エフ (Les F...)"の中ではフランデレン民族主義者を"Nazis durant les guerres et catholiques entre elles"（「戦争の時にはナチス、そうでないときはカトリック」－教条と暴力を使い分ける節操のない連中）と痛烈に批判した。そのため極右勢力に目をつけられる結果ともなった。
フランデレン地域とワロン地域の対立について、「もし私が王ならば、半年の間すべてのフランデレン人をワロンへ、すべてのワロン人をフランデレンへ移住させるだろう。それは兵役のように、家族とともに。そしてそれは、私たちが抱える民族なり言葉なりの問題を一気に解決するだろう。何故なら、誰もが歯が痛むときは同じように痛み、母を敬愛するに同じように愛し、ホウレンソウを好きか嫌いかも同じ。彼らはこのような普遍的なものに気づくだろうから。」と語ったことがある。
ジャックはフランスを「魂の故郷」と呼び、生まれ育ったベルギーについては反駁の態度を示したが、"Le plat pays"や"Il neige sur Liège"）など高い評価を得る詩の中には、ベルギーに対する彼なりの賛辞が垣間見られる。

## カヴァー

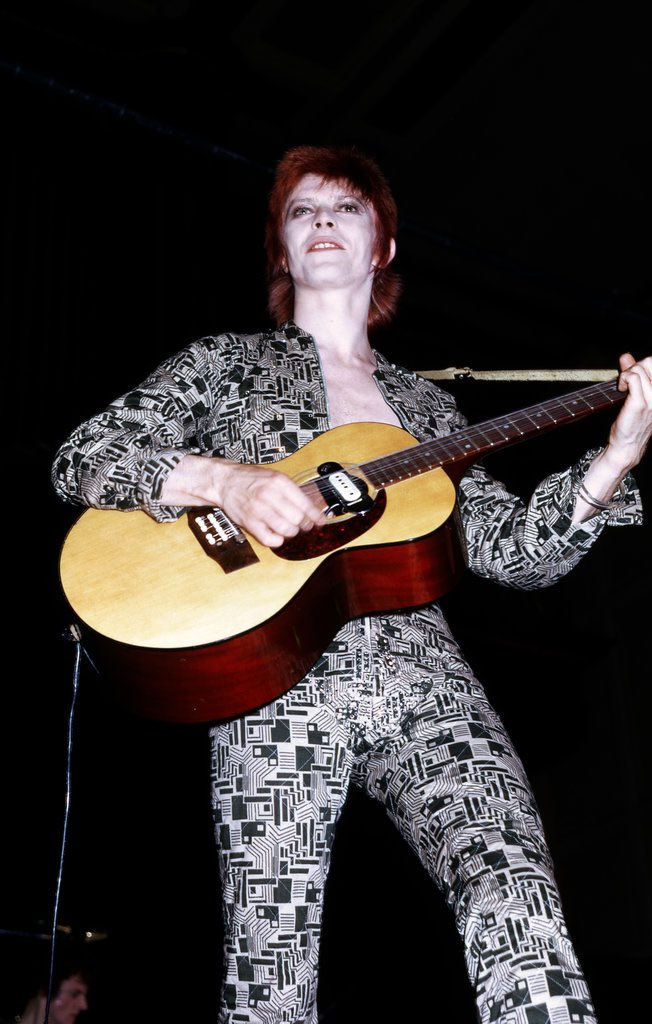
1973年にデヴィッド・ボウイは「アムステルダム (Amsterdam)」を英語でカヴァーした。

ロッド・マッケン英訳（意訳）により英語圏に紹介されたジャック・ブレルの曲は、多くのミュージシャンにカバーされている。ジョーン・バエズ、セオドア・ビケル、ザ・ボルショイ、デヴィッド・ボウイ、ニルヴァーナ、スコット・ウォーカー、ディヴァイン・コメディ、ブラック・ボックス・レコーダー、アレックス・ハーヴェイ、グッバイ・ミスター・マッケンジー、ジャック・リュークマン、マーク・アーモンド、ウエストライフ、モーマス、ニール・ダイアモンド、ジョン・デンバー、ペイパー・チェイス、トム・ロビンソン、ジュディ・コリンズ、フランク・シナトラ、ダスティ・スプリングフィールド、シャーリー・ホーン、ジェームス・ディーン・ブラッドフィールド、ジューリ・ブエナベントゥーラ、Laurika Rauch、ドレスデン・ドールズなど。
カントリー・シンガーであるボビー・ライトやカナダのテリー・ジャックス（元ポピー・ファミリー）による1974年のヒット曲「そよ風のバラード (Seasons In The Sun)」は「瀕死の人 (Le Moribond、The Dying Man)」のリメーク。
マレーネ・ディートリヒの「Bitte geh nicht fort」は「Ne me quitte pas」のドイツ語バージョンであり、同曲は少なくとも15カ国語以上に訳してカバーされ、オリジナルのフランス語版でもニーナ・シモン、ナターチャ・アトラス、カーリン・アリソン、スティング、ナナ・ムスクーリ、フリオ・イグレシアスなどのミュージシャンがレコーディングしている。
ただし、凡庸な英訳では本来の詞が持つ輝きや魅力的な叙情性が取り除かれてしまうため、翻訳者には高度なセンスが求められる。ミュージカル『ジャック・ブレルは今日もパリに生きて歌っている』で使われているエリック・ブラウやモルト・シューマンの訳は高い評価を得ている。このミュージカルは1968年ニューヨークでの初演から以降1800回以上公演されたもので、4人のアーチストがジャック・ブレルの曲を歌い継ぐ形式が取られる。

## ディスコグラフィ
ジャック・ブレルのアルバムは数多くの国で、発売順や１枚毎の収録曲などがばらばらにリリースされた経緯から、統一的なディスコグラフィを規定しがたい面がある。また、タイトルも都度異なる場合がある。これらを簡略に整理するため、本項では2003年9月23日に発売された16枚のCDセットボックス『Boîte à Bonbons』に纏められたオリジナル・アルバムに限定し、このボックス特典CD『Chansons ou Versions Inédites de Jeunesse』を加えたリストを掲示し、各アルバムのタイトルもCDボックスの表記に準拠する。なお、1977年のアルバムにのみ邦題を加える。

### スタジオ・アルバム
- 1954年 Grand Jacques
- 1957年 Quand On n'a Que l'Amour
- 1958年 Au Printemps
- 1959年 La Valse à Mille Temps
- 1961年 Marieke
- 1962年 Les Bourgeois
- 1966年 Les Bonbons
- 1966年 Ces Gens-Là
- 1967年 Jacques Brel '67
- 1968年 J'arrive
- 1968年 L'Homme de la Mancha
- 1972年 Ne Me Quitte Pas
- 1977年 偉大なる魂の復活 - Les Marquises

(マルキーズ諸島で作った12曲で編まれた、ブレル生前最後のアルバム。最後の曲は、同題のLes Marquises- 邦題「遥かなるマルキーズ諸島」- で、ブレルが最後に録音した曲となった。）
- 2003年 Chansons ou Versions Inédites de Jeunesse

### ライブ・アルバム
- 1962年 Enregistrement Public à l'Olympia 1961
- 1964年 Enregistrement Public à l'Olympia 1964

## 主な出演・監督映画
- 1956年 La Grande Peur de Monsieur Clément (監督 Paul Diebens)
- 1967年 Les Risques du Métier (「先生」監督 André Cayatte)
- 1969年 My Uncle Benjamin(Mon Oncle Benjamin) (監督 Edouard Molinaro)
- 1969年 La Bande à Bonnot (監督 Philippe Fourastié)
- 1971年 Les Assassins de l'Ordre (監督 マルセル・カルネ)
- 1971年 Mont-Dragon (監督 Jean Valère)
- 1971年 Franz (監督 ジャック・ブレル)
- 1972年 L'Aventure, c'est l'Aventure (「冒険また冒険」監督 クロード・ルルーシュ)
- 1972年 Le Bar de la Fourche (監督 Alain Levent)
- 1973年 Le Far West (監督 ジャック・ブレル)
- 1973年 L'Emmerdeur (監督 Edouard Molinaro)

## 影響

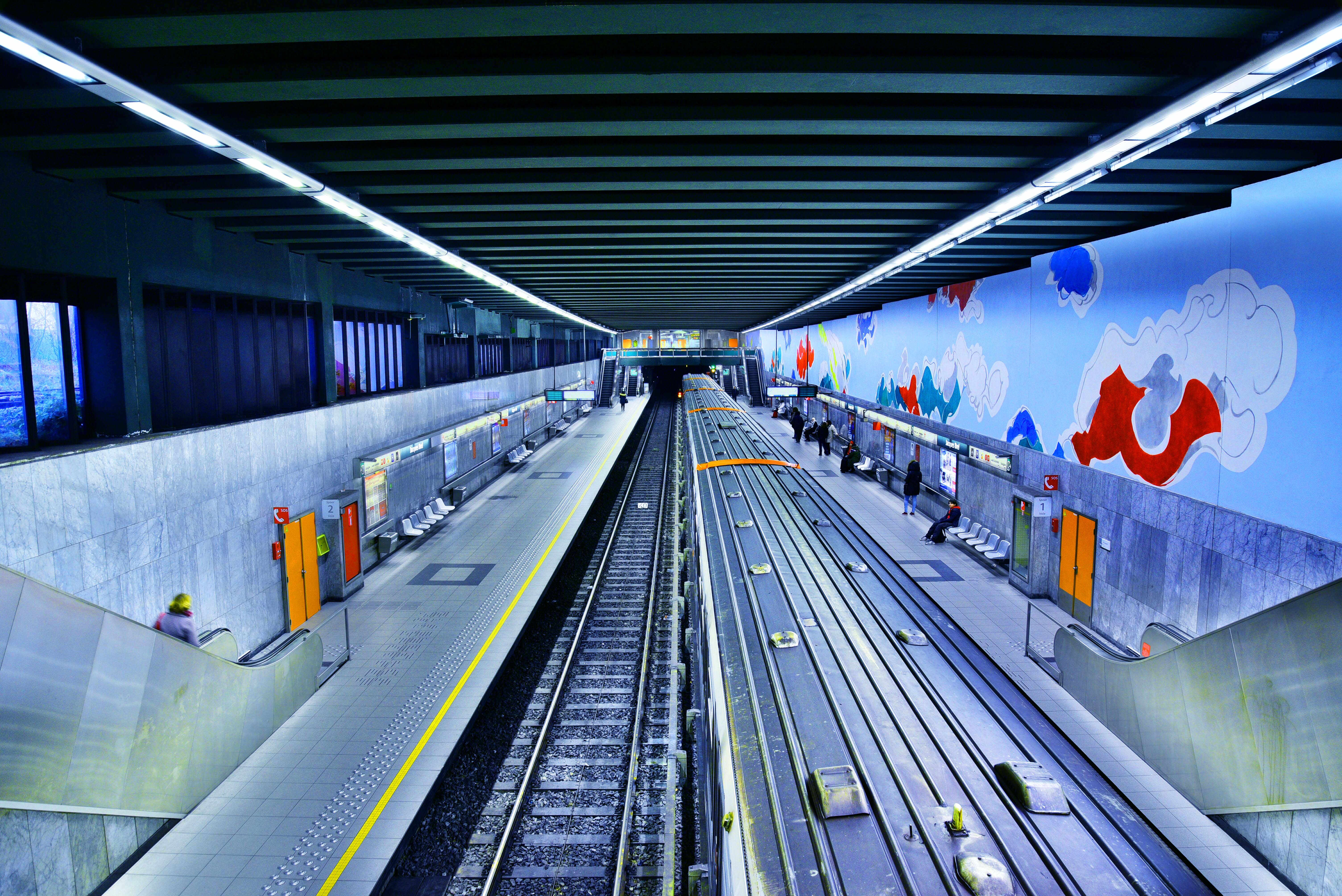
ブリュッセル地下鉄のジャック・ブレル駅。2015年1月21日撮影。

- ブリュッセル地下鉄のジャック・ブレル駅。2015年1月21日撮影。1982年、ブリュッセル地下鉄1B線に彼の業績を称えてジャック・ブレル駅が開業した。
- 絵本作家のガブリエル・バンサンは、ジャック・ブレルの"Les Vieux"に感銘を受けて描いた絵を纏めた絵本『老夫婦』（ブックローン出版、ISBN 4-89238-618-9）を出版した。
- 漫画アステリックスのフランス語版「ベルガエにアステリックス (Astérix chez les Belges)」の回で、ジャック・ブレルが参照されている。登場人物たちがベルギーのまっ平らな地形を進んでいる時、その地の指導者が"Dans ce plat pays qui est le mien, nous n'avons que des oppidums pour uniques montagnes"（ここにあるただひとつの山はオッピドゥム‐ラテン語で町の意‐だけだ）と言っている。これは"Le Plat Pays"("The Flat Country")で、ベルギーにある山と同程度の高さを持つものは教会だけというフレーズを転用したものである。同じ回ではジャックの風刺画がベルギー人のメッセンジャーとして登場する。
- 2002年、グラスゴーのアシュトン通りにその名も"Brel Bar Restaurant"が開店した。壁に展示されたジャック・ブレルの新聞記事などを見ながらベルギー料理が楽しめる。ただ、背景音楽に彼の曲が用いられることは滅多に無い[24]。
- 2005年にベルギーのオランダ語TV局VRTが企画した「最も偉大なベルギー人 (De Grootste Belg)」投票で、ジャック・ブレルは7位にランクインした。同年、RTBFが行った同様の企画「Les plus grands Belges」（※「最も偉大なベルギー人」のフランス語版）では1位に輝いている。どちらも投票はウェブサイト、SMSまたは電話で受け付けられ、数十万票以上の中から選ばれた[25]（「ヘット・ニウスブラット (Het Nieuwsblad)」新聞の主催であるドイツ語版投票「最も偉大なベルギー人 (Belg der Belgen)」で、彼は５位に輝いている）。
- ジャックの甥に当たるブルーノ・ブレル(Bruno Brel, 1951年生まれ)もフランス語歌手、作詞家となった。